# 57e bataillon de chasseurs à pied
Le 57e bataillon de chasseurs à pied est une unité de réserve de l'armée française formée en août 1914 à partir du 17e bataillon de chasseurs à pied, lors du déclenchement de la Première Guerre mondiale

## Création - Villes de Garnison
Le 57e bataillon de chasseurs à pied est formé à partir du 17e bataillon de chasseurs à pied d'active à Brienne-le-Château (Aube).

## Insigne
Le cor de chasse, avec un chardon lorrain vertical au centre de la boucle, avec les chiffres 17 en haut à gauche et 57 en bas à droite.

## Devise du57ebataillonde chasseurs à pied
puis:

## Drapeau du régiment
Comme tous les autres bataillons de chasseurs ou groupes de chasseurs, il ne dispose pas de son propre drapeau. Il n'existe qu'un seul drapeau pour tous les bataillons de chasseurs à pied, et bataillons de chasseurs alpins, lequel passe d'un bataillon un autre durant la campagne 1914-1918. En revanche chaque bataillon possède son fanion.
- Le fanion du bataillon :
- Citations du bataillon :
  - aucune citation
  - pas de fourragère

## Chefs de corps
- chef de bataillon Besson[1]
- capitaine Verdier (1914).
- capitaine Fournier[2] (1914-1915).
- chef de bataillon Jordan (1915-1916).
- chef de bataillon Favart (1916-1917).
- chef de bataillon Goussaud de Massignac (1917)

## Première Guerre mondiale

### Rattachement
- 21e Corps d'Armée - 1re armée (général Auguste Dubail).
- 147e Brigade - 77e division d'infanterie (fin août 1914).
- GBCP[3] - 77e division d'infanterie (octobre 1914).
- 88e Brigade - 77e division d'infanterie (novembre 1915).
- 66e division d'infanterie (novembre 1917).

### Historique

#### 1914
- août : Vosges, Brouvelieures, garde des ponts sur la Meurthe (Étival, Raon-l'Étape), Schirmeck, Wisches « Bataille des Chênes »,
  - combats du Petit-Donon,
  - 25 août - 4 septembre : Bataille du col de la Chipotte
- septembre  : Autrey, bois du ban de Nossoncourt, ferme de Champchaudron. Offensive Vallée de la Plaine, les Noirs-Colas, Allarmont, Celles-sur-Plaine - Embarquement pour Thaon-les-Vosges, départ pour Arras.
- octobre  : Première bataille de l'Artois, Varrecourt, Wancourt, Tilloy, Athies combat de rues, Saint-Laurent. Repos à Sainte-Catherine.
- novembre/décembre  : secteur d'Écurie, Souchez

#### 1915
- Janvier - mai  : secteur de Souchez.
- mai - juillet  : deuxième Bataille d'Artois ; cote 119 et 140, château de Carleul, « les quatre boqueteaux du Cabaret rouge », bois de Carency.
- juillet - décembre : troisième Bataille d'Artois, Carency, (boyau des Canons, bois de la Folie, cote 140, tranchée d'Odin, talus des Zouaves).

#### 1916
- janvier - février  : Artois, secteur Carency.
- février - mars  : repos à Caucourt, puis transport sur Verdun.
- mars - avril  : Verdun ; secteur du Vaux.
- avril - mai  : camp de Saffais (instruction).
- mai - juillet  : Woëvre, secteur de Flirey.
- juillet - août  : Toul, Crèvecœur-le-Grand.
- août - décembre  : Bataille de la Somme, secteurs de Barleux, Cléry-sur-Somme, Pont-Auger.

#### 1917
- février  : Chevillecourt, saillant de Jaboulay
- mars - mai  : repli Hindenburg, Hautebraye, Autrêches, Bout de Vaux, Blérancourt, canal de l'Oise, l'Ailette, Coucy - Jumencourt, moulin de Quincy,
- juin  : Fismes, Braisnes, Dhuizel, Ostel, secteur (chemin des Dames), repos à Berzy-le-Sec.
- juillet  : Chavonne, se rend à Morte-Fontaine
- août  : embarquement à Émeville, Genevreuille, Retzwiller, instruction camp de Villersexel
- novembre  : Haute Alsace (Retzwiller, Dannemarie), déplacement d'Hagenbach à Montreux-Vieux.
- Le 17 novembre 1917: Dissolution du 57e B.C.P. Les effectifs du bataillon sont répartis entre les chasseurs de la 66e D.I., (8e et 9e G.B.C.A.)

### Personnalités ayant servi au57eBCP

#### Nécrologe
- 1914
  - Capitaine Hèvre
  - S/Lieutenant Descarpentries
  - Adjudant Lenseignies
  - S/lieutenant Jaquier
  - Capitaine Prodeau
  - Lieutenant Delaborde
  - S/Lieutenant Coletta
  - S/Lieutenant Weiss
  - Commandant Besson
  - Capitaine Verdier
  - Lieutenant Lefèvre
  - S/Lieutenants Schaff
  - S/Lieutenants Delattre
- 1915

Lieutenant Demesse

### Sources et bibliographie
- Historique du 57e bataillon de chasseurs à pied pendant la guerre 1914-1918, Nancy, Berger-Levrault, 16 p., lire en ligne sur Gallica.
- Yvick Herniou et Éric Labayle, Répertoire des corps de troupe de l'armée française pendant la grande guerre, Tome 2, Chasseurs à pied, alpins et cyclistes, Unités d'active de réserve et de territoriale, Éditions Claude Bonnaud, Château-Thierry, 2007, 446 p., broché 14x24  (ISBN 978-2-9519001-2-7)
- Revue historique de l'armée française, numéro spécial no 2, « Les Chasseurs à pied », Paris, 1966, 196 p.